# Holiday Inn in the Walt Disney World Resort
Het Holiday Inn in the Walt Disney World Resort is een hotel dat zich op het terrein van Walt Disney World Resort in Florida bevindt, maar geen eigendom is van de Walt Disney Company. Het hotel bevindt zich nabij Disney Springs aan de Hotel Plaza Boulevard.

## Geschiedenis
Het hotel opende zijn deuren in februari 1973 en maakte deel uit van de hotelketen Howard Johnson's. In 1978 werd het hotel uitgebreid. In 1995 kocht de Marriott Corporation het hotel van Howard Johnson's en heropende het hotel als een Courtyard by Marriott. In december 2003 kocht Holiday Inn het hotel van Marriott. Op 14 augustus 2004 moest het hotel zijn deuren sluiten, vanwege de grote schade na orkaan Charley. Na een 35 miljoen dollar kostende renovatie opende het hotel zijn deuren weer op 15 februari 2010.
Het pand was eigendom van CIG LBV LLC en werd beheerd door InterContinental Hotels Group PLC tot en met 8 december 2016. Vanaf 9 december 2016 wordt het hotel beheerd door Interstate Hotels & Resorts, nog altijd onder de Holiday Inn-vlag. Het Holiday Inn in the Walt Disney World Resort heeft 323 kamers, een verwarmd zwembad en een jacuzzi. Het hotel heeft een restaurant, bar en Grab & Go en biedt uitzicht over Disney Springs en andere delen van het Walt Disney World Resort vanuit delen van het hotel.